# ファンタスティック・ビーストとダンブルドアの秘密
『ファンタスティック・ビーストとダンブルドアの秘密』（ファンタスティックビーストとダンブルドアのひみつ、Fantastic Beasts: The Secrets of Dumbledore）は、2022年のイギリス・アメリカ合衆国のファンタジー映画。J・K・ローリングの原作から、デヴィッド・イェーツが監督、ローリングとスティーヴ・クローヴスが脚本を務める。『ファンタスティック・ビーストと黒い魔法使いの誕生』（2018年）の続編であり、「ファンタスティック・ビースト」シリーズの3作目で、「魔法ワールド」フランチャイズでは11作目となる。

## ストーリー
本作は、前作『黒い魔法使いの誕生』の出来事から数年後の1930年代、ブラジルのリオデジャネイロとドイツのベルリン、そしてイギリス、アメリカ合衆国を舞台に、魔法界が第二次世界大戦に参戦するまでの物語。
ニュート・スキャマンダーは調査に訪れた先で、心清き者にひざまずく習性を持つ魔法動物「麒麟」と出会う。麒麟はニュートの目の前で出産するが、その時突然現れた魔法使いたちによってその麒麟は殺され、子供の麒麟は連れ去られる。ニュートは、殺された麒麟の傍らに子供がもう一匹生まれているのを見つけ、引き取る。
そのころ魔法界では、指導者アントン・フォーゲルの任期満了に伴い、次期指導者を決める選挙が行われようとしていた。急速に勢力を拡大していた闇の魔法使いゲラート・グリンデルバルドもその選挙に立候補する。ニュートとアルバス・ダンブルドアたちはグリンデルバルドの指導者就任を阻止しようと動きだすが、グリンデルバルドの息のかかったフォーゲルは、グリンデルバルドの罪を証拠不十分として取り下げる。
グリンデルバルドは、麒麟を殺してその死体を操り、観衆の前でひざまずかせることで自らを指導者に仕立て上げようとしていた。ところが、ニュートたちが生き残ったもう一匹の麒麟を連れてきたことでその企みは阻止され、ヴィセンシア・サントスが新たな指導者に選ばれる。グリンデルバルドは血の誓いを破ってダンブルドアと戦うが、二人は互いの心臓の鼓動を感じて戦いをやめ、グリンデルバルドは再び追われる身となる。

## キャスト
※括弧内は日本語吹替。
- ニュート・スキャマンダー - エディ・レッドメイン（宮野真守）
- ティナ・ゴールドスタイン - キャサリン・ウォーターストン（伊藤静）
- ジェイコブ・コワルスキー - ダン・フォグラー（間宮康弘）
- クイニー・ゴールドスタイン - アリソン・スドル（遠藤綾）
- クリーデンス・ベアボーン / アウレリウス・ダンブルドア - エズラ・ミラー（武藤正史）
- テセウス・スキャマンダー - カラム・ターナー（江口拓也）
- ユスフ・カーマ - ウィリアム・ナディラム（フランス語版）（田村真）
- ヴィンダ・ロジエール - ポピー・コービー＝チューチ（英語版）（喜多村英梨）
- ユーラリー・“ラリー”・ヒックス - ジェシカ・ウィリアムズ（きそひろこ）
- アバーフォース・ダンブルドア - リチャード・コイル（英語版）（中井和哉）
- アルバス・ダンブルドア - ジュード・ロウ（森川智之）
- ゲラート・グリンデルバルド - マッツ・ミケルセン（井上和彦）
- バンティ・ブロードエーカー - ヴィクトリア・イェイツ（英語版）（新谷真弓）
- アントン・フォーゲル - オリヴァー・マスッチ[6]（田原アルノ）
- ヴィセンシア・サントス - マリア・フェルナンダ・カンディド（英語版）（和優希）
- リウ・タオ - デイヴ・ウォン（英語版）
- ミネルバ・マクゴナガル - フィオナ・グラスコット（渋谷はるか）
- アリアナ・ダンブルドア - ヒービー・ベアードサル

## 製作

### 企画
2014年10月、ワーナー・ブラザース・ピクチャーズは、このシリーズを「少なくとも」三部作とし、第3作を2020年11月20日に公開することを発表した。2016年7月、デヴィッド・イェーツ監督は、J・K・ローリングが第3作の脚本にアイデアを持っていることを確認した。2016年10月、映画「ファンタスティック・ビースト」シリーズは5作品で構成され、エディ・レッドメインが全作品に復帰して主役のニュート・スキャマンダーを演じることが報じられ、プロデューサーにはローリング、デヴィッド・ハイマン、スティーヴ・クローヴス、ライオネル・ウィグラムが就任した。2016年11月、イェーツは5作品全ての監督を務めることを明らかにし、「私は映画を作ることが大好きで、素晴らしいチームがあり、全員が家族のような存在です」と述べた。
2018年10月、ジョニー・デップは、2019年半ばに撮影を開始する第3作で、ゲラート・グリンデルバルド役で復帰する可能性を示唆した。2019年11月、ワーナー・ブラザースは公式発表を出し、本作のロケ地がブラジルであること、2020年春に製作を開始すること、そして、これまで「ハリー・ポッター」作品の脚本家を務めていたスティーブ・クローヴスが共同脚本家としてプロジェクトに参加することを発表した。
また、今作でダンブルドアとグリンデルバルドがゲイ（男性同性愛者）であることが公式の事実となった。

### キャスティング
2020年3月、ジュード・ロウ、ジョニー・デップ、エズラ・ミラー、アリソン・スドル、ダン・フォグラー、カラム・ターナー、キャサリン・ウォーターストン、ジェシカ・ウィリアムズが、レッドメインと共に前作から再演していることが明らかになった。11月6日、デップは、家庭内暴力関連の名誉毀損訴訟で敗訴した際に、ワーナー・ブラザースから降板を求められ、グリンデルバルド役を再演しないことを発表した。デップは、2020年9月の製作開始後、ロンドンでの撮影は1シーンのみで、契約では映画の完成の有無にかかわらず報酬が支払われることになっていた。2020年11月25日、ワーナー・ブラザースは、グリンデルバルド役をデップの代わりにマッツ・ミケルセンが演じることを発表した。

### 撮影
2020年3月16日に主要撮影を開始する予定だったが、新型コロナウイルスのパンデミックにより、その日のうちに延期された。撮影は9月20日に正式に開始されたが、新型コロナウイルスからキャストとスタッフを守るために安全対策が施された。2021年2月3日、イギリスのワーナー・ブラザース・スタジオ・リーブスデンでの撮影は、スタッフの一人が新型コロナウイルスの陽性反応を示したため中止された。作曲家のジェームズ・ニュートン・ハワードは、同月末に撮影が終了したことを確認した。

## 公開
本作は当初、2021年11月12日の公開を予定していたが、デップの降板、ミケルセンの再配役、新型コロナウイルスのパンデミックを受けて、ワーナー・ブラザースは公開を2022年7月15日に変更した。2021年9月には、原題の発表と同時に、公開を3ヶ月前倒しして2022年4月15日に決定したことを発表した。
中華人民共和国（中国）でも2022年4月に公開されたが、同性愛に関する6秒の台詞を削除した上で上映されていることが同月報じられた。ワーナー・ブラザーズは「たとえマイナーな編集はあっても、中国の観客にもこれを体験する機会を持ってもらうことが大切だ」とのコメントを発表している。

## 作品の評価
Rotten Tomatoesによれば、236件の評論のうち高評価は46%にあたる109件で、平均点は10点満点中5.4点、批評家の一致した見解は「『ファンタスティック・ビーストとダンブルドアの秘密』は、前作を苦しめた落とし穴のいくつかを回避しているが、何作も前に観客を魔法界に引き込んだ魔力の多くを欠いている。」となっている。
Metacriticによれば、49件の評論のうち、高評価は13件、賛否混在は28件、低評価は8件で、平均点は100点満点中47点となっている。

## 続編
シリーズは当初3部作の予定だったが、2016年10月にローリングは5作品構成となることを発表し、後にシリーズが1926年から1945年の間に起こった一連の出来事を描くこととなったことを発表した。
2022年11月、ワーナー・ブラザース・ディスカバリーは、シリーズの継続や、「魔法ワールド」フランチャイズに関連する映画の開発を積極的に計画していないことが報告された。